# Maccabées

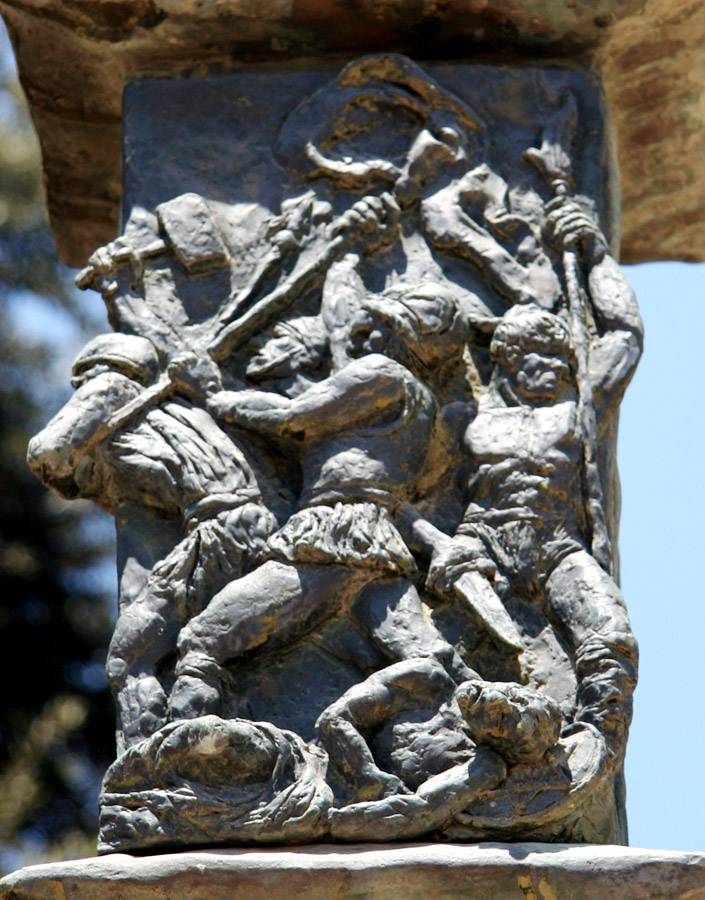
Les Maccabées sur la Menorah de la Knesset par Benno Elkan, Jérusalem.

Les Maccabées, Macabées, Machabées ou Macchabées (מכבים ou מקבים, Makavim ou Maqavim en hébreu ; Μακκαβαῖοι, Makkabaïoï en grec) sont une famille juive qui mena la résistance contre la politique d’hellénisation pratiquée par les Séleucides au IIe siècle av. J.-C. et soutenue par une partie des élites juives hellénisées. Ils fondèrent la dynastie des Hasmonéens.
Le surnom de « Maccabée » est celui de Judas, troisième fils du prêtre Mattathias. L'étymologie en est controversée. Plusieurs explications ont été proposées pour ce surnom. Une proposition est qu'il vient du mot araméen maqqaba, qui signifie « marteau », allusion à sa force dans les batailles. Il peut aussi s’agir de l’acronyme MaKaBi formé des premières lettres du verset biblique Mi Kamokha Ba-elim, Hachem qui veut dire : « Qui est comme Toi entre les dieux, Seigneur », ou de Maqqebaï, abréviation pour Maqqabyahu, « désigné par Yahweh » ; mais l'étymologie n'est pas assurée. De nombreux clubs sportifs israéliens portent ce nom car « marteau » prend le sens de « mouvement ».

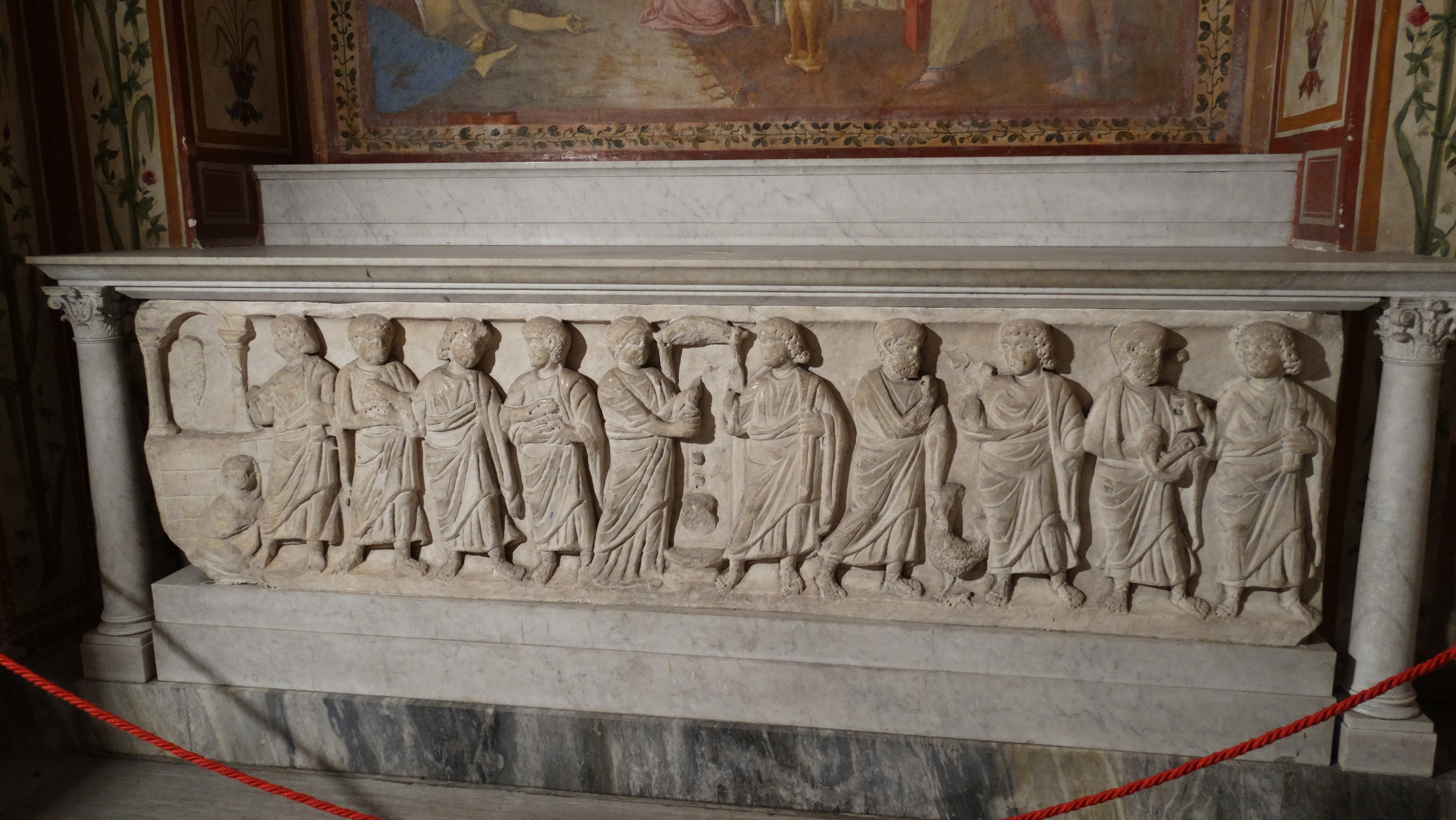
Sarcophage contenant les reliques des sept fils Maccabées dans la crypte de la basilique Saint-Pierre-aux-Liens à Rome.

Les quatre Livres des Maccabées sont reconnus par certaines Églises orthodoxes comme partie de la Bible, tandis que les catholiques ne reconnaissent que les deux premiers, les protestants et les juifs n'en reconnaissant aucun.
Dans la tradition chrétienne, le nom de Maccabées renvoie aux sept fils et à leur mère, dont le martyre est rapporté au chapitre 7 du deuxième Livre des Maccabées, et dont les reliques se trouvent à la basilique Saint-Pierre-aux-Liens à Rome. Ils sont à mettre en parallèle avec sainte Félicité et ses sept fils. L’insistance de ce deuxième Livre sur le martyre et sur la résurrection des morts est probablement à l'origine du sens dérivé de « cadavre » qu’a pris le mot macchabée (abrégé en macchab ou macab).
En Italie, la crypte de l'abbaye de Bobbio abrite une mosaïque représentant leur histoire.

## La révolte des Maccabées

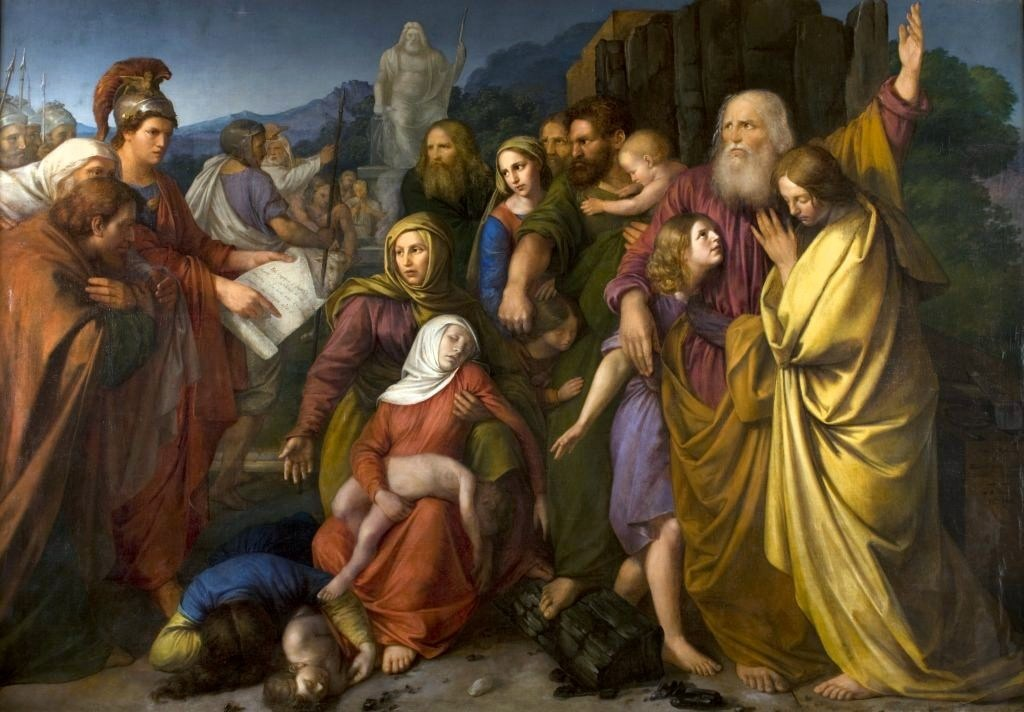
Maccabées, toile de, 1844.

La Révolte des Maccabées a été à la fois une révolte des Juifs pieux contre la dynastie grecque des Séleucides, et un conflit interne au peuple juif opposant des traditionalistes hostiles à l'évolution de la tradition juive au contact de la culture grecque et des Juifs hellénisants, plus favorables à l'adoption de comportements grecs compatibles selon eux avec la Torah. Cet épisode se situe au IIe siècle av. J.-C., entre -175 et -140. Les dirigeants de cette révolte sont Mattathias et ses fils, notamment Judas Maccabée et Simon Maccabée.

## Les sept fils Maccabées (ou «Sept-Saints Maccabées»)

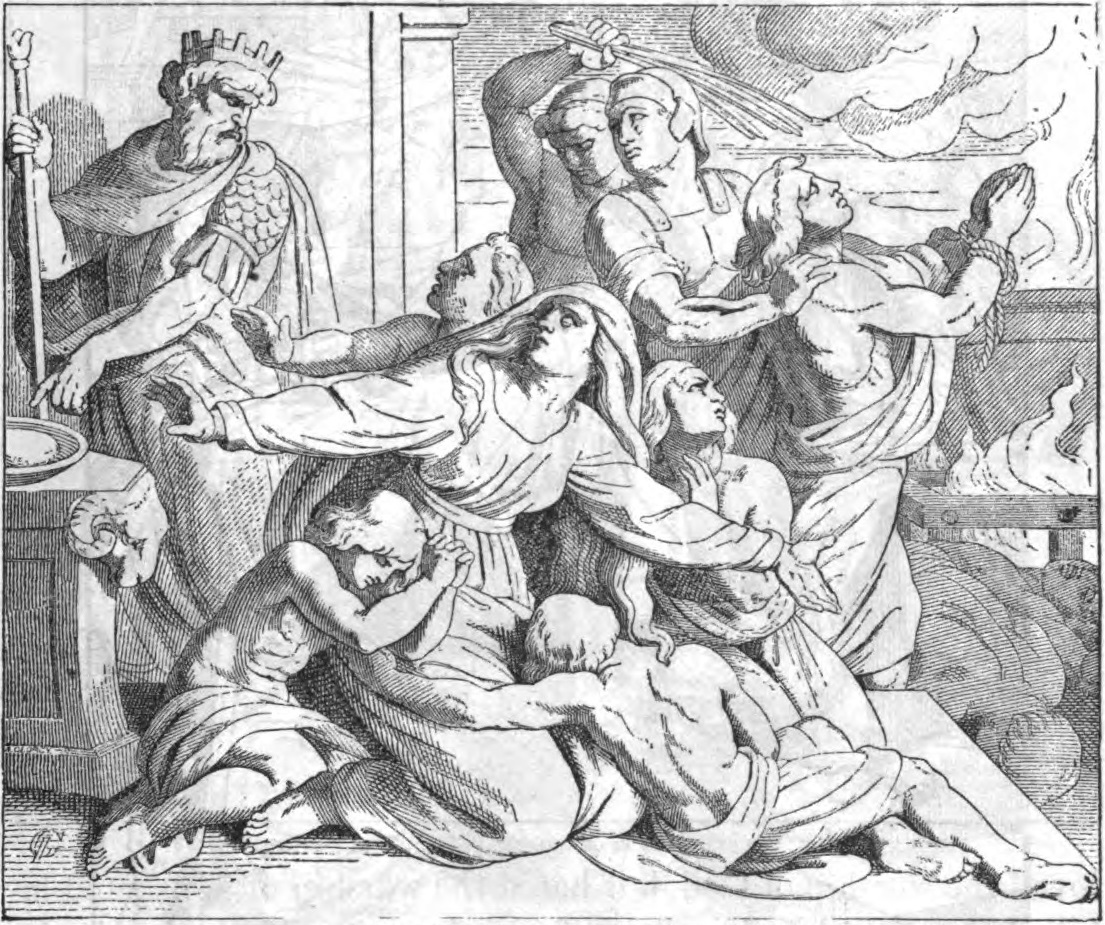
Une mère et ses sept fils mis à mort par le roi de Syrie pour ne pas avoir voulu manger du porc, 1873.

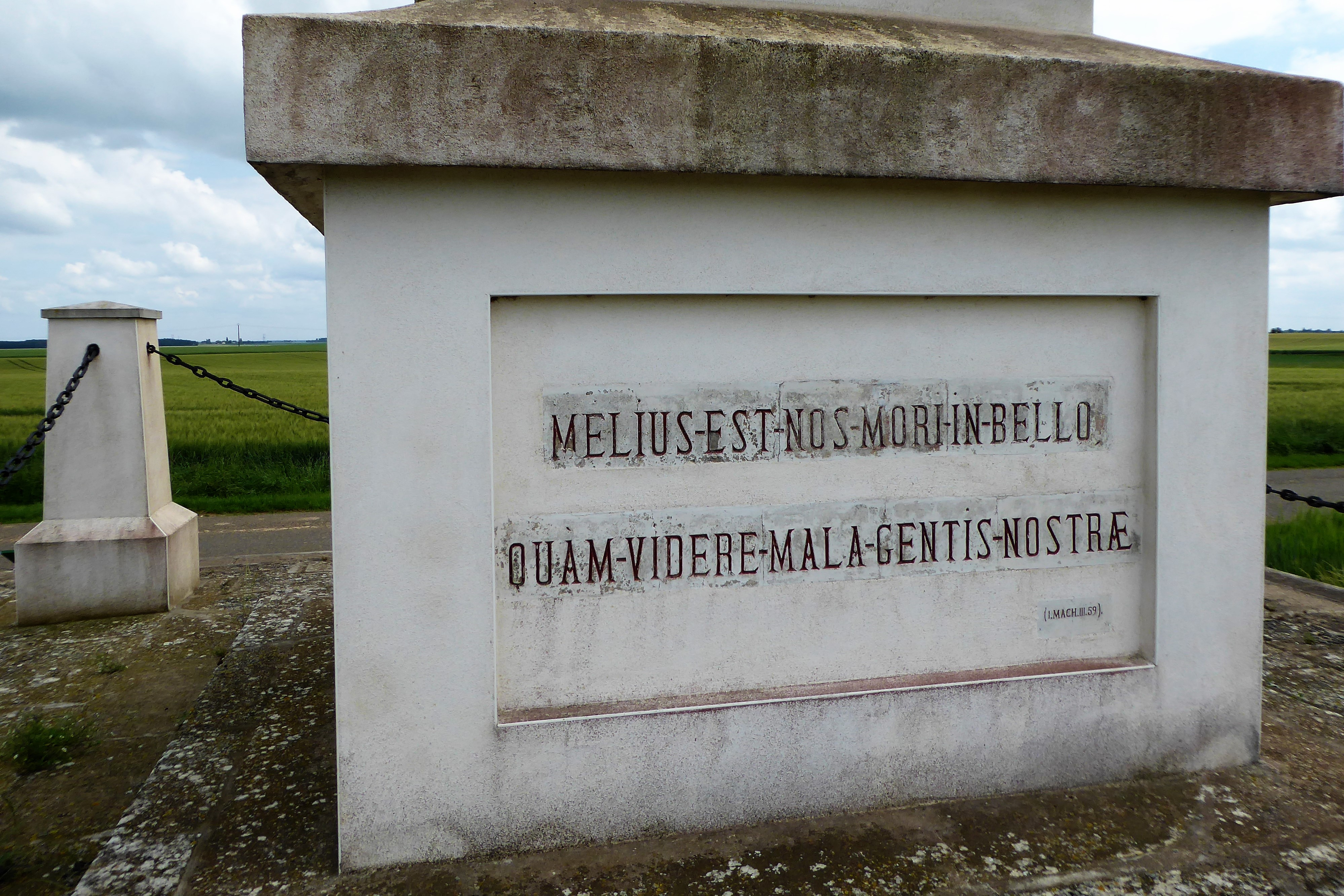
Ossuaire, Lumeau, Bataille de Loigny-Lumeau-Poupry 2 XII 1870 : Melius est nos mori in bello quam videre mala gentis nostrae (citation du premier Livre des Maccabées (1 Mac 3, 59).

Dans la tradition chrétienne, le nom des Maccabées évoque tout particulièrement les sept fils et leur mère, dont le martyre est rapporté au chapitre 7 du deuxième Livre des Maccabées. Selon Paul Perdrizet, le récit relatif aux Sept-Saints Maccabées provient d'Orient où il est encore très répandu, avant d'être diffusé en Occident au Moyen Âge. Le récit rapporte comment sept jeunes juifs, n'ayant pas voulu manger de viande de porc, interdite par la Torah, furent mis à mort sur ordre du roi séleucide Antiochos IV Épiphane.
Ni la mère des Maccabées, ni ses sept fils ne sont nommés dans le deuxième Livre des Maccabées. Leurs noms viennent de légendes ultérieures. La mère est souvent appelée Hannah ou Solomonia, et les sept fils portent les noms d'Abim, Antoine, Gourias, Éléazar, Eusébon, Hadim (ou Halim) et Marcel. Leur mémoire est honorée le 1er août, avec celle du vieillard juif Éléazar (en) qui subit aussi le martyre pour avoir refusé de manger du porc.

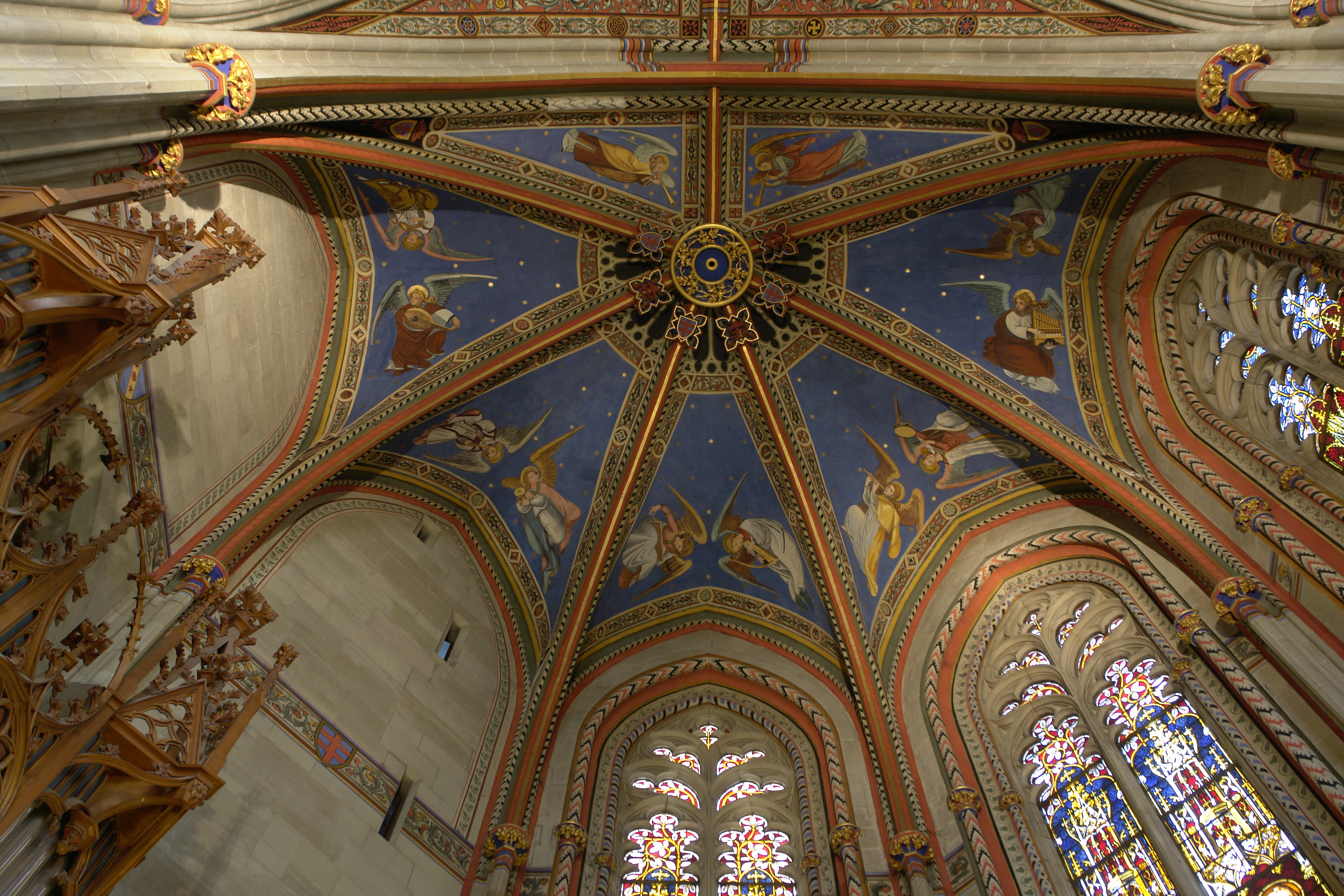
Plafond de la chapelle des Maccabées, cathédrale St-Pierre, Genève, Suisse. Photo Yann Forget.

Quelques lieux de culte leur ont été consacrés en France :
- l’église Saint-Just-des-Maccabées, à Lyon, évoque, à travers les martyrs des premiers temps du christianisme, les martyrs juifs de la période grecque. La première basilique, l’une des plus anciennes églises de Lyon, bâtie sur une ancienne nécropole romaine, était dédiée à saint Just, évêque de la ville au IVe siècle, et aux sept frères Maccabées. Elle fut reconstruite aux XVIe et XVIIe siècles et dotée au XVIIIe siècle d’une façade néoclassique rappelant la dédicace de l’ancienne basilique aux frères Maccabées : « Machabeis primo deinde sancto Iusto » (« Aux Maccabées d’abord puis à saint Just »). La rue des Macchabées, quant à elle, fait le lien entre les quartiers Saint-Just et Saint-Irénée. Elle part de la rue de Trion, passe par la montée de Choulans avant de rejoindre la place Saint-Irénée ;
- sur le portail méridional de la cathédrale de Chartres, ils ornent une voussure autour du tympan où est figurée la lapidation de saint Étienne ;
- dans la chapelle Notre-Dame-des-Sept-Douleurs, à Miramont de Comminges, une représentation de leur martyre a été réalisée par le fresquiste catholique de rite oriental Nicolaï Greschny en 1949 ;
- dans la cathédrale Saint-Pierre à Genève en Suisse ;
- un tableau de Gustave Lassalle-Bordes représente les sept Maccabées dans l'église Saint-Raymond d'Audierne.

## Le royaume des Maccabées, ou Hasmonéens

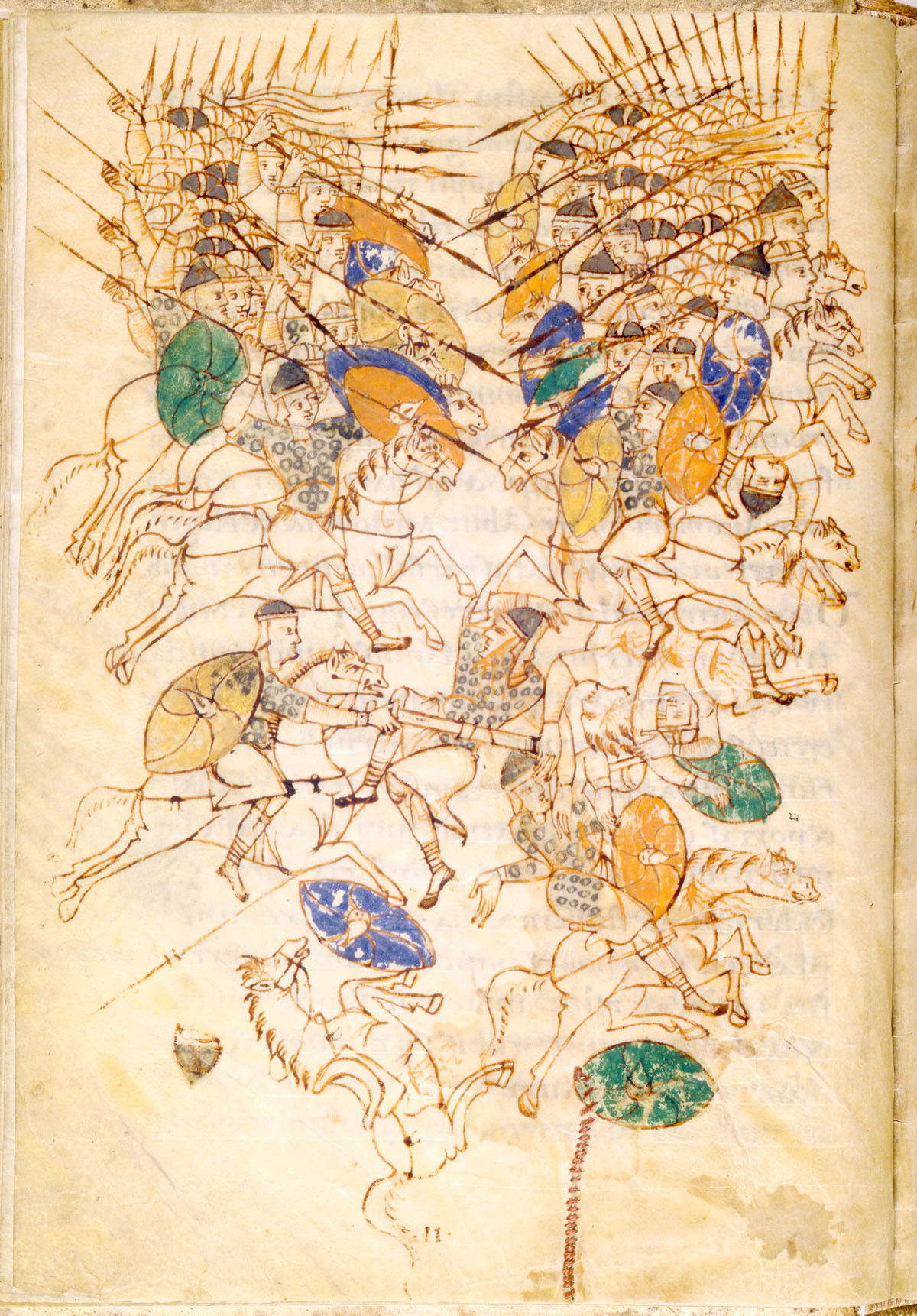
« Maccabees et Flavius Renatus », Pays-Bas, 1190-1200

Après la mort de Judas (160), son frère Jonathan prit la tête des révoltés. Dans des conditions qui nous échappent largement, il parvint à s'installer à Jérusalem, en 157 ou en 152. Il fut le vrai fondateur de la dynastie qui gouverna la Judée jusqu'en 40 av. J.-C., à laquelle on donne le nom d'Hasmonéens.
Se succédèrent d'abord deux frères de Judas, Jonathan (160-143), puis Simon (143-135), puis le fils de Simon, Jean Hyrcan (135-104), son fils Aristobule (104-103), le frère de celui-ci Alexandre Jannée (103-76) et sa femme Salomé (jusqu'en 67), avant que leurs deux fils Hyrcan II et Aristobule II ne se disputent le pouvoir. Pompée, après la prise du Temple en 63, accorda le pouvoir religieux à Hyrcan mais le priva du titre royal tandis que son frère Aristobule était emmené à Rome pour figurer au triomphe de Pompée. Le dernier Hasmonéen, un fils d'Aristobule, Antigone Matthathias, résista jusqu'en 37.

### Dynastie des Maccabées

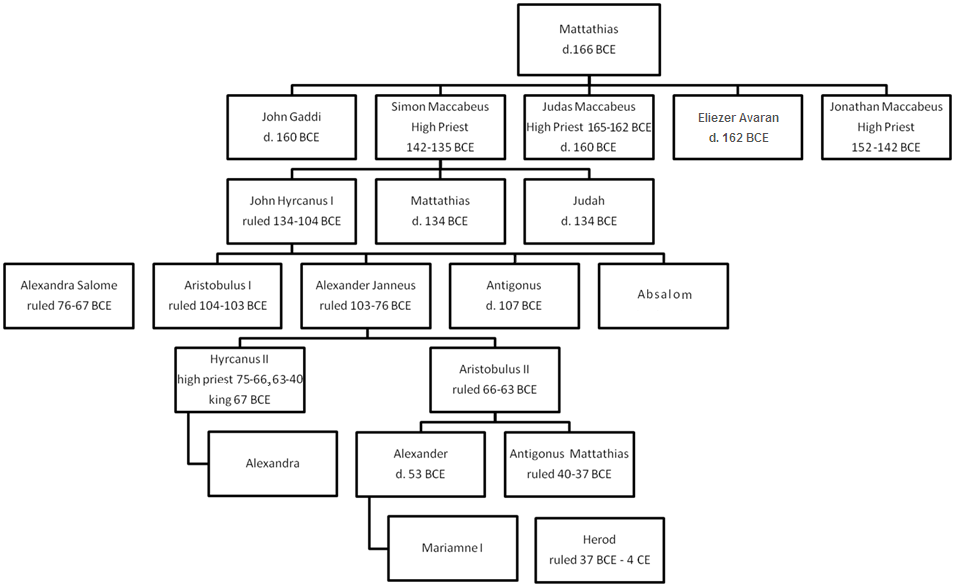
Dynastie des Maccabées de Mattathias à Hérode.

## Bibliographie

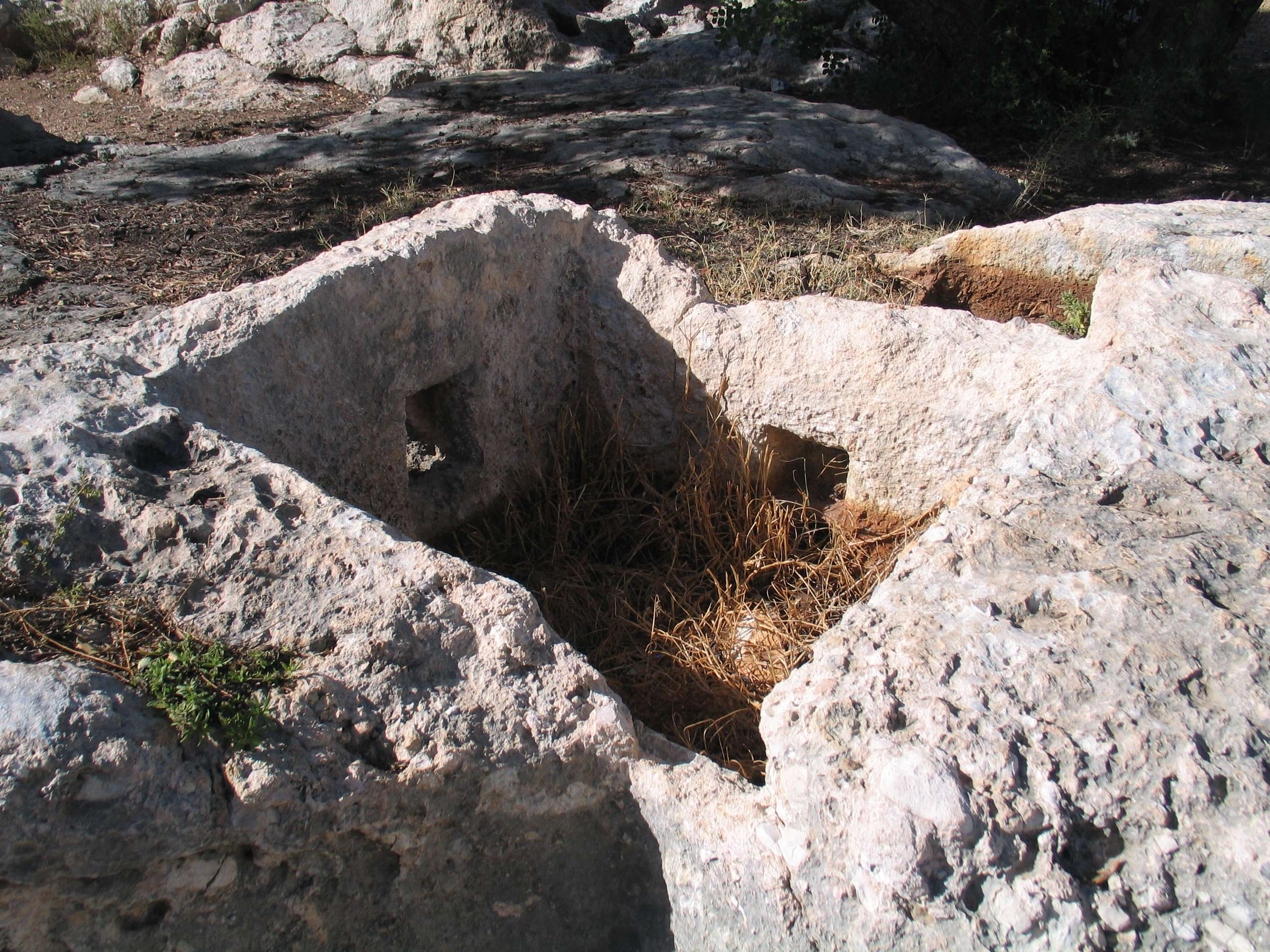
Lieu-dit « tombes des Maccabées », près de Modiin-Maccabim-Reout, Israël.